# S&M2
S&M2 ist ein Livealbum der US-amerikanischen Metal-Band Metallica. Das Album ist eine Fortsetzung von S&M, einem Livealbum, das 1999 von der Band veröffentlicht wurde. Wie S&M wurde das Album während eines Livekonzerts in San Francisco mit Begleitung des San Francisco Symphony Orchestra aufgenommen. Die Aufführung wurde auch gefilmt und am 9. Oktober 2019 im Kino erstaufgeführt. Das Album erschien am 28. August 2020 über das bandeigene Label Blackened Recordings.

## Hintergrund
Im März 2019 kündigte Metallica das S&M2-Konzert, anlässlich des 20-jährigen Jubiläums von S&M, an. Es wurde am 6. und 8. September 2019 im Chase Center in San Francisco aufgenommen und gefilmt, wobei Edwin Outwater und Michael Tilson Thomas das Sinfonieorchester dirigierten. Das Konzert markierte auch die feierliche Eröffnung des Chase Centers. Die Dreharbeiten wurden von Wayne Isham geleitet, der auch bereits bei S&M die Regie führte. Produziert wurde das Album von Greg Fidelman, James Hetfield und Lars Ulrich.

## Titelliste
| Nr. | Titel                    | Autor(en)                                                | Länge |
| --- | ------------------------ | -------------------------------------------------------- | ----- |
| 1.  | The Ecstasy of Gold      | Ennio Morricone                                          | 2:41  |
| 2.  | The Call of Ktulu        | Cliff Burton, Dave Mustaine, James Hetfield, Lars Ulrich | 9:14  |
| 3.  | For Whom the Bell Tolls  | Burton, Hetfield, Ulrich                                 | 4:37  |
| 4.  | The Day That Never Comes | Hetfield, Kirk Hammett, Ulrich, Robert Trujillo          | 8:27  |
| 5.  | The Memory Remains       | Hetfield, Ulrich                                         | 5:42  |
| 6.  | Confusion                | Hetfield, Ulrich                                         | 6:41  |
| 7.  | Moth into Flame          | Hetfield, Ulrich                                         | 6:18  |
| 8.  | The Outlaw Torn          | Hetfield, Ulrich                                         | 10:03 |
| 9.  | No Leaf Clover           | Hetfield, Ulrich                                         | 5:30  |
| 10. | Halo on Fire             | Hetfield, Ulrich                                         | 8:17  |

| Nr. | Titel                                                                       | Autor(en)                           | Länge |
| --- | --------------------------------------------------------------------------- | ----------------------------------- | ----- |
| 1.  | Intro to Scythian Suite                                                     |                                     | 5:17  |
| 2.  | Scythian Suite, Opus 20 II: The Enemy God and the Dance of the Dark Spirits | Sergei Prokofjew                    | 3:39  |
| 3.  | Intro to the Iron Foundry                                                   |                                     | 1:03  |
| 4.  | The Iron Foundry, Opus 19                                                   | Alexander Mossolow                  | 4:16  |
| 5.  | The Unforgiven III                                                          | Hetfield, Hammett, Ulrich, Trujillo | 8:19  |
| 6.  | All Within My Hands                                                         | Bob Rock, Hetfield, Hammett, Ulrich | 6:13  |
| 7.  | (Anesthesia) – Pulling Teeth                                                | Burton                              | 7:27  |
| 8.  | Wherever I May Roam                                                         | Hetfield, Ulrich                    | 6:32  |
| 9.  | One                                                                         | Hetfield, Ulrich                    | 9:23  |
| 10. | Master of Puppets                                                           | Burton, Hetfield, Hammett, Ulrich   | 8:29  |
| 11. | Nothing Else Matters                                                        | Hetfield, Ulrich                    | 6:39  |
| 12. | Enter Sandman                                                               | Hetfield, Hammett, Ulrich           | 8:45  |

## Chartplatzierungen
| ChartsChartplatzierungen       | Höchstplatzierung | Wochen |
| ------------------------------ | ----------------- | ------ |
| Deutschland (GfK)              | 1 (28 Wo.)        | 28     |
| Österreich (Ö3)                | 1 (11 Wo.)        | 11     |
| Schweiz (IFPI)                 | 2 (16 Wo.)        | 16     |
| Vereinigtes Königreich (OCC)   | 2 (2 Wo.)         | 2      |
| Vereinigte Staaten (Billboard) | 4 (3 Wo.)         | 3      |

| ChartsJahrescharts (2020) | Platzierung |
| ------------------------- | ----------- |
| Deutschland (GfK)         | 7           |
| Österreich (Ö3)           | 71          |
| Schweiz (IFPI)            | 42          |

| ChartsChartplatzierungen | Höchstplatzierung | Wochen |
| ------------------------ | ----------------- | ------ |
| Österreich (Ö3)          | 1 (35 Wo.)        | 35     |
| Schweiz (IFPI)           | 1 (8 Wo.)         | 8      |